# Club Defensores de Cambaceres
El Club Defensores de Cambaceres es un club de fútbol argentino, fundado el 12 de octubre de 1921. Tiene su sede en Ensenada, ciudad cercana a La Plata, en la provincia de Buenos Aires. Actualmente participa en la Primera C, cuarta división del fútbol argentino para los clubes directamente afiliados a la AFA.

## Historia

### Orígenes
El club se fundó el 12 de octubre de 1921 por un grupo de jóvenes con motivo de que Ensenada tuviera una entidad para la práctica de deportes y fútbol profesional. La misma fue llevada a cabo en la casa de Juan Ronco quien además propuso el nombre que se impondría entre todas las opciones que surgieron. De esta manera, el club nació con el nombre de Club Social y Deportivo Defensores de Cambaceres y su camiseta fue inspirada en la del Club Atlético Independiente. El color de la misma fue propuesto por Rómulo Martinetto, otro de los fundadores. También formaron parte de ese grupo Fortunato Amigorena, Luis Castello, Juan De Jesús, Orlando Fernández y Carlos Ronco, entre otros.
El 5 de enero de 1922 fue realizada la primera asamblea general ordinaria de la institución y el primer proyecto de estatuto fue aprobado el 14 de marzo de ese mismo año. Unos días después, el 30 de marzo, fue confeccionada la primera bandera. Ese año, además, se afilió a la Federación Platense de Fútbol, participando del Torneo de la Divisional Extra en el cual salió tercero mientras que al año siguiente fue subcampeón. Finalmente, en 1924 salió campeón del Torneo de Intermedia Extra y obtuvo el ascenso a la Primera División de la Liga Platense.

### Llegada a la AFA
En 1957 comenzó a participar de los torneos de AFA en el Torneo de Aficionados, cuarta y última categoría en ese momento. Hasta el año anterior continuó participando de la Liga Platense, obteniendo el título en 11 ocasiones, la última precisamente en 1956. Al igual que en la Liga, luego de tres temporadas disputadas se consagra campeón y obtiene el ascenso en 1959. El técnico de este equipo era Gino Onofri, quien luego sería directivo y también Presidente de la institución. Además, contaba con la presencia de Manuel Pelegrina, goleador histórico del fútbol argentino, quien tres años antes se había retirado del fútbol pero volvió a las canchas gracias a la insistencia de Alberto Zozaya que también formaba parte del cuerpo técnico.
En la Primera Amateur, tercera categoría en ese momento, debuta realizando un gran torneo, finalizando tercero, y se mantiene durante 11 temporadas, en muchas de las cuales llegó a pelear por ascender a la Primera B, realizando muy buenas campañas que le permitieron hasta finalizar en el segundo puesto pero no subir de categoría. Finalmente, descendió en el año 1970, retornando a la cuarta categoría, ahora denominada Primera de Aficionados.
Seis temporadas le llevó a Cambaceres retornar a la división superior, logro que obtuvo al salir campeón en el año 1976. En la Primera C disputa esta vez 8 temporadas de forma consecutiva, volviendo a descender en 1983. Esta vez, su retorno no se hizo esperar y en su primera temporada obtiene el ascenso nuevamente tras ganar el octogonal. Desde el año 1985 el club vuelve a disputar entonces la Primera C, que un año y medio más tarde pasaría a ser la cuarta categoría.
Ya en la temporada 1990/91 Cambaceres logra finalmente consagrarse campeón de la C y jugar en la B por primera vez, lo que le permite retornar a la tercera división, donde permanece 5 años. En la temporada 1995/96 desciende tras perder en el Torneo Reclasificatorio contra Midland, pero tras 3 temporadas en Primera C se consagra campeón absoluto en el campeonato 1998/99 al ganar el Torneo Apertura y el Clausura y retorna a la Primera B donde logra su estadía más extensa hasta el momento ya que juega en dicha divisional ininterrumpidamente durante 9 años, hasta la temporada 2007/08, cuando desciende nuevamente.
A partir de ese momento intentó, sin éxito, retornar a la tercera división. Luego de mantener la categoría milagrosamente en la temporada 2016/17, venciendo en un desempate a Argentino de Merlo, en la temporada 2017/18 finalmente descendió y retornó a la Primera D, aunque es la primera vez en su historia que la disputa siendo esta la quinta categoría. En su primera temporada en la Primera D luego de 34 años queda último tras una muy mala campaña, pero esquivó la desafiliación porque los descensos fueron suspendidos por la AFA en la última categoría.
La historia y la proximidad geográfica señalan como clásico rival al Club Atlético Villa San Carlos, fundado en la vecina Berisso en el año 1925 y que también disputa los torneos de AFA. Empero, la dirigencia de Defensores de Cambaceres llamó reiteradamente a la cordialidad y el abrazo fraterno entre los hinchas y simpatizantes de ambos clubes, con el argumento invariable de que así debe ser. En la historia de ambas instituciones se han registrado 17 partidos oficiales entre sí de los que el club de Ensenada ganó 8 empató 6 y perdió 3.

## Estadio
Su estadio lleva el nombre 12 de Octubre desde el año 2001, en referencia la fecha de fundación del club. Llegó a tener capacidad para alrededor de 8.000 personas pero actualmente, debido al desmantelamiento de varias de sus tribunas, sólo tiene capacidad para 3000 espectadores.

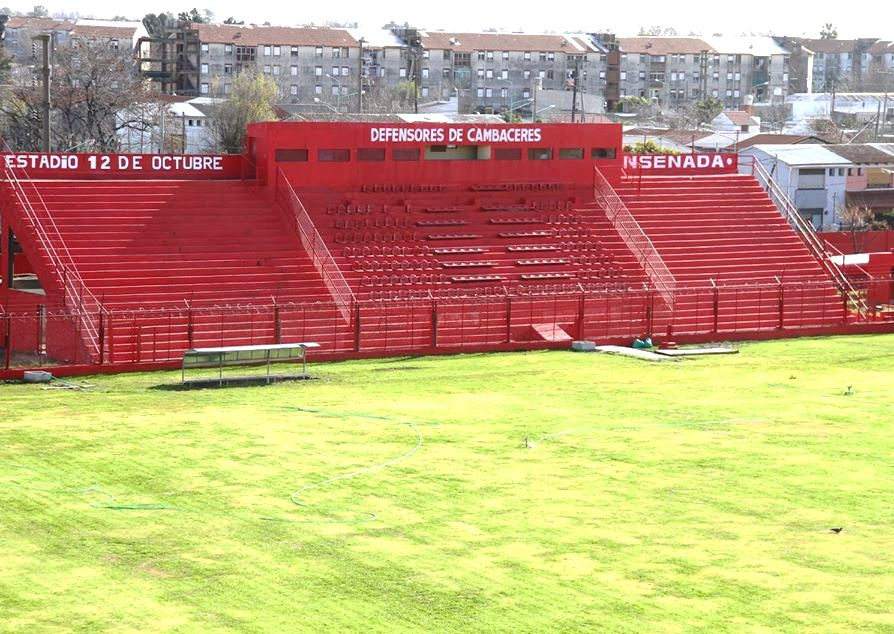
Cancha de Defensores de Cambaceres.

Fue inaugurado en el año 1930 y se encuentra en la intersección de las calles Camino Rivadavia y Quintana, ciudad de Ensenada. La tribuna popular, reinaugurada en el año 2019, fue bautizada con el nombre de Lucas Pratto quien se inició futbolísticamente en las divisiones inferiores de la institución.

## El clásico
(Ver Clásico Ribereño)
Defensores de Cambaceres y Villa San Carlos se han enfrentado en 18 ocasiones con una clara ventaja por parte del conjunto de Ensenada.
|                        | PJ | GC | E | GVSC | GolC | GolVSC |
| ---------------------- | -- | -- | - | ---- | ---- | ------ |
| Local Cambaceres       | 8  | 4  | 3 | 1    | 19   | 5      |
| Local Villa San Carlos | 9  | 4  | 3 | 2    | 16   | 11     |
| Cancha neutral         | 1  | 0  | 1 | 0    | 1    | 1      |
| TOTAL                  | 18 | 8  | 7 | 3    | 36   | 16     |

| PJ: Partidos jugados              |
| GC: Ganador Cambaceres            |
| GVSC: Ganador Villa San Carlos    |
| E: Empate                         |
| GolC: Goles de Cambaceres         |
| GolVSC: Goles de Villa San Carlos |

## Uniforme
- Uniforme titular: Camiseta roja, pantalón negro, medias negras.
- Uniforme alternativo: Camiseta blanca, pantalón rojo, medias blancas.

| Período       | Proveedor     |
| ------------- | ------------- |
| 1980-1984     | Texport       |
| 1985-1989     | Fulvence      |
| 1989-1992     | Helueni Sport |
| 1992-1996     | Uhlsport      |
| 1996-1998     | Taiyo         |
| 1999-2005     | Mateu Sports  |
| 2005-2007     | Kappa         |
| 2007-2008     | Ohcan         |
| 2008-2011     | Zampaglione   |
| 2011          | Bontebok      |
| 2012          | KDY           |
| 2013-2017     | Retiel        |
| 2018-2023     | Vi Sports     |
| 2024-presente | Calou         |

| Período       | Proveedor |
| ------------- | --- |
| 1980-1984     | Diario El Día |
| 1985-1989     | Fulvence |
| 1989-1992     | Copetro |
| 1993-1998     | Municipalidad de Ensenada |
| 1998-1999     | Maderera Villegas |
| 1999-2007     | La Loma Electricidad |
| 2007-2009     | GLC/La Loma Electricidad |
| 2009-2011     | Municipalidad de Ensenada |
| 2011          | Mario Secco |
| 2012-2013     | EL JAPI Dimarquen |
| 2013-2015     | Bingo La Plata |
| 2016          | Ensenadava |
| 2016-2017     | Carnicería Los Pampeanos |
| 2018          | Trexcin Home/ATE Ensenada |
| 2018-2019     | Prixma/ATE Ensenada |
| 2019          | Credil/ATE Ensenada |
| 2020          | Instacred/ATE Ensenada/Prixma/Autoservicio Fabri                                                                                                |
| 2020-2021     | Instacred/ATE Ensenada/Autoservicio Fabri/Autoservicio El Turquito/CV Ropa Deportiva/SATSAID La Plata/Estudio Jurídico Ernesto Varela Quipildor |
| 2021          | ATE Ensenada/Autoservicio El Turquito/Autoservicio Fabri/SATSAID La Plata                                                                       |
| 2022-presente | Municipalidad de Ensenada |

## Jugadores
En Cambaceres también jugó Osmar Acevedo: jugó en Banfield en Nacional B en 1992, José Luis Calderón (83 partidos, 43 goles entre la Primera C y la Primera B Metropolitana entre los años 1989 y 1991, cuando fue vendido a Estudiantes de La Plata. Luego jugaría en la Selección Argentina. El jugador, campeón con Argentinos Juniors, volvió a Cambaceres para terminar su carrera en el club de sus amores.
También jugaron en Cambaceres Oscar Alcides Mena, luego jugador de Platense, Lanús, Mallorca y Atlético de Madrid, entre otros equipos, Manuel Pelegrina, goleador histórico de Estudiantes de La Plata y cuarto en la historia del fútbol argentino, quien terminó su carrera en el club. También terminaron su carrera en Cambaceres Osvaldo Potente, recordado jugador de Boca Juniors al igual que Alfredo Letanú, goleador del fútbol argentino en el Campeonato Nacional 1977, quien también jugó en dicha institución. 
Pablo Casado, Miguel López, Lucas Pratto, que está jugando en Club Atlético Vélez Sarsfield, Leonardo Squadrone, luego jugador de Estudiantes y del seleccionado juvenil, y Lucas Wilchez, surgieron de sus divisiones juveniles. Julio Rodríguez era el goleador máximo de la historia de la institución con 138 tantos hasta que fue superado por el propio Casado. Y en juveniles en la década de los ochenta por el jugador de cuarta y quinta división Marcelo Bucci con 136 goles en 4 años.

### Plantel 2022
- Actualizado el 11 de julio de 2022.

## Datos del club
- Temporadas en Primera División: 0
- Temporadas en Primera B Nacional: 0
- Temporadas en Primera B: 14 (1991/92-1995/96 y 1999/00-2007/08)
- Temporadas en Primera C: 40 (1960-1970, 1977-1983, 1985-1990/91, 1996/97-1998/99 y 2008/09-2017/18, 2024-)
- Temporadas en Primera D: 17 (1957-1959, 1971-1976, 1984 y 2018-2023)

##### Total
- Temporadas en Tercera División: 34
- Temporadas en Cuarta División: 29
- Temporadas en Quinta División: 8

## Palmarés

### Torneos nacionales
- Primera C (3): 1990/91 y 1998/99
- Primera D (2): 1959 y 1976

### Otros logros
- Ascenso a Primera C por Torneo Reducido (1): 1984

#### Liga Platense
- Primera División (11): 1927, 1929, 1931, 1934, 1935, 1939, 1941, 1944, 1946, 1950 y 1956.
- Torneo de Intermedia (1): 1924

## Goleadas

### A favor
- En Primera B: 5-0 a Deportivo Merlo en 1992, Comunicaciones en 1993
- En Primera C: 7-0 a Justo José de Urquiza en 1988, Argentino de Merlo en 1997
- En Primera C: 6-0 A Tristán Suárez en 1991
- En Primera D: 13-0 a Tristán Suárez en 1972

### En contra
- En Primera B: 1-9 vs Lamadrid en 1998
- En Primera C: 0-9 vs Chacarita Juniors en 1981
- En Primera D: 0-8 vs Liniers en 1972

## Otras secciones deportivas

### Fútbol femenino
El equipo de fútbol femenino de Defensores de Cambaceres inició en la institución desde el año 2017, compite oficialmente en AFA desde 2021 y actualmente disputa la Primera División C (tercera categoría en el sistema de ligas femenino).

#### Datos del club
- Temporadas en Tercera División: 3 (2021 — )

## Redes sociales
- Twitter

- Instagram

- Facebook

- Datos: Q2979846
- Multimedia: Club Defensores de Cambaceres / Q2979846